# Igor Jedlin

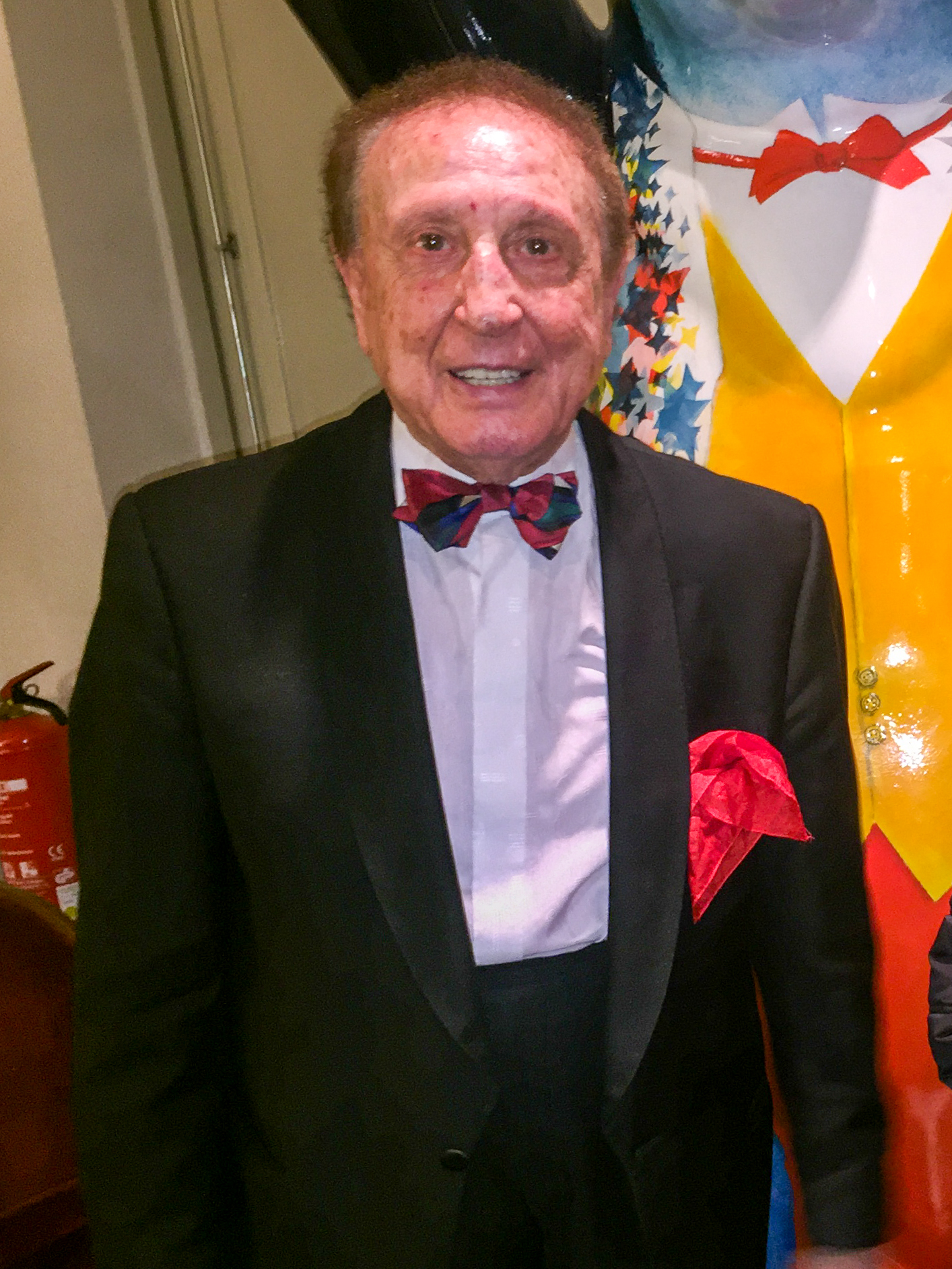
Igor Jedlin

Igor Jedlin (russisch Игорь Едлин; * 3. Mai 1933 in Moskau) ist ein russisch-deutscher Zauberkünstler.

## Leben
Jedlin wuchs in Moskau auf. Den Besuch eines kleinen Wanderzirkus im Alter von 4 Jahren mit seinem Vater nannte er als Auslöser für sein Interesse an der Zauberei.
Nach dem Abitur besuchte er die Moskauer Akademie für Zirkuskunst und wurde vier Jahre später in das Ensemble des Moskauer Staatszirkus aufgenommen, dem er 13 Jahre lang angehörte.
Jedlin war verheiratet.

### Berlin

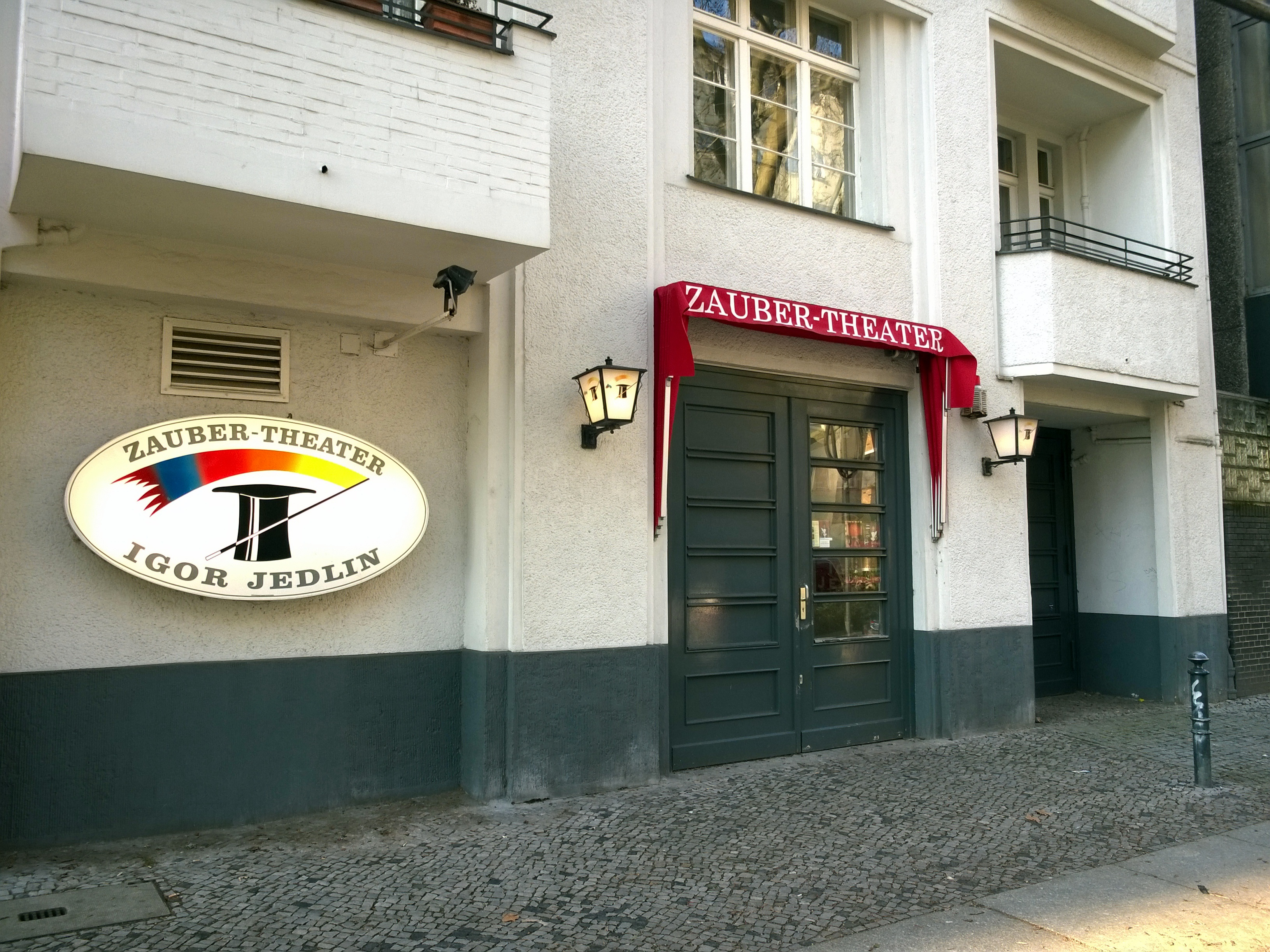
Zauber-Theater Igor Jedlin in der Roscherstraße in Berlin-Charlottenburg

Im Jahr 1978 gründete er in der Nähe des Berliner Kurfürstendamms ein Zaubertheater. Zunächst trat er im Kudamm-Karree auf, 1990 eröffnete er dann das nach seinen eigenen Worten „einzige ständige Zaubertheater Europas“ in der Roscherstraße 7 mit 93 Plätzen, einer ehemaligen Autowerkstatt. Am 24. November 2003 feierte das Zaubertheater Igor Jedlin sein 25-jähriges Jubiläum.

## Auszeichnungen
- 1998: Bundesverdienstkreuz am Bande
- 2003: Goldene Nadel des Berliner Theaterclubs[3]
- 2022: drei90 Award bester Zauberer[6]